# فاضل مصطفى باشا الكوبريللي
فاضل مصطفى باشا الكوبريللي (بالتركية: Köprülü Fazıl Mustafa Paşa)‏ كان الصدر الأعظم للدولة العثمانية في الفترة ما بين 11 أكتوبر 1689 حتى 19 أغسطس 1691. قُتل في أرض المعركة وهو يُحارب النمساويين يوم 19 أغسطس 1691.
اتفق سياوش باشا مع شقيق زوجته فاضل مصطفى باشا الكوبريللي على خلع السلطان محمد الرابع وأجبروه على التنازل عن السلطنة لأخيه السلطان سليمان الثاني في عام 1099هـ /1688م  بسبب توالي هزائم الجيش العثماني في معركة موهاج سنة 1687م وثورة الإنكشارية التي تلت المعركة على السلطان محمد الرابع واتهامه بعدم الاكتراث.